# Jelena Mašínová
Jelena Mašínová (14. října 1941 Praha – 8. prosince 2024 Praha) byla česká scenáristka, redaktorka a spisovatelka. Byla třetí manželkou českého básníka Pavla Kohouta.

## Život
Narodila se 14. října 1941 v Praze.
V 60. letech 20. století byla redaktorkou filmové a divadelní redakce Orbius. Poté vystudovala dramaturgii na pražské FAMU. Od roku 1968 jí byla po okupaci Československa zakázána veškerá činnost. Ke konci roku 1970 si vzala českého básníka Pavla Kohouta. Stala se tak jeho třetí manželkou. Společně spolupracovali na různých scénářích a knihách. Podle nich vznikly filmy Hodina tance a lásky, Nápady svaté Kláry a seriál Konec velkých prázdnin.
Oba patřili mezi signatáře Charty 77.
V roce 1978 společně pracovali v Rakousku. Avšak následně jim komunistický režim znemožnil návrat do Československa. O dva roky později získali rakouské občanství a opět mohli cestovat mezi státy.
Kromě scénářů psala i divadelní a rozhlasové hry.
V roce 2011 oslavila své sedmdesáté narozeniny. Následně vyšla kniha Skytá hvězda Jelena Mašínová, která mapuje její celoživotní dílo.
Zemřela 8. prosince 2024 v Praze, kde s manželem dlouhodobě žila. Bylo jí 83 let. O jejím úmrtí informoval její choť Pavel Kohout a neteř Jolana. Rozloučení s ní proběhlo 11. prosince v úzkém rodinném kruhu na pražském Vyšehradě.

## Dílo

### Filmy
- 7 zabitých (1965)
- Nápady svaté Kláry (1980)
- Hodina pravdy (2000)
- P.F. 77 (2003)
- Hodina tance a lásky (2003)
- 10 způsobů lásky (2008)
- Cizinec a krásná paní (2011)

### Seriály
- Konec velkých prázdnin (1996)